# Industrijska rezalica
Industrijska rezalica je stroj koji se koristi za smanjivanje veličine svih vrsta materijala. Industrijske rezalice mogu biti različitih izvedbi i veličina. Industrijske rezalice mogu rezati: gumu, metal, automobile s otpada, drvo, plastiku, pa čak i sami otpad. Ipak najviše se koriste rezalice za papir. Industrijske rezalice mogu biti opremljene različitim načinima rezanja: jednom, dvjema, trima ili četirima osovinama. Takve rezalice imaju obično malu brzinu za razliku od mlinova s čekićem koji imaju velike brzine.
Najveća industrijska rezalica je Lynxs rezalica za otpadni metal snage 6,86 MW u Newportu (Wales), na ušću rijeke Usk, koja ima pristup s ceste, željezničke pruge i s mora. Ova rezalica može izrezati 450 automobila na sat.